# Перша людина (роман)
Перша людина (фр. Le Premier Homme) - незавершений автобіографічний роман Альбера Камю, опублікований у 1994 році його дочкою Катрін Камю у видавництві Gallimard.

## Історія
Камю задумував цю книгу як першу частину трилогії, коли загинув у дорожній аварії 4 січня 1960 року. Проєкт цього роману був відомий письменникам з його оточення, в тому числі Клоду Руа з видавництва Gallimard, та кільком інсайдерам, але не був відомий широкому загалу, хоча Камю вже згадував про свій проект в інтерв'ю La Gazette de Lausanne, опублікованому 28 березня 1953 року. Цей посмертний роман чекав на публікацію 34 роки, що зробило його однією з головних літературних подій 1994 року.
Публікація 1994 року вказує на те, що деякі слова в рукописі нерозбірливі; було вирішено опублікувати текст як є. Галлімар планує опублікувати нову версію, доповнивши ці уривки за допомогою графологів і технологій, які були недоступні в 1994 році.
Більше того, опублікований текст був лише частиною твору, який Камю хотів опублікувати: він передбачав книгу здебільшого біографічного змісту, побудовану на кшталт "Mort à crédit" Селіна, яку Галлімар мав видати у двох томах
На момент своєї смерті Альбер Камю ще не дав назву своєму новому рукопису, і "Перша людина" була лише одним розділом книги. Цю назву зрештою було збережено, оскільки вона чудово ілюструвала зміст рукопису, залишаючи відчуття незавершеної справи
Книга, яку презентує Галлімар, являє собою набір нотаток, залишених Камю, які мали використовуватися як робочі нотатки, щоб наблизитися до різних розділів і завершити їх. Ці нотатки, що нагадують фрагменти текстів, варіюються від кількох слів до цілої сторінки, часто це спогади чи анекдоти про Алжир.
Окрім відсутньої частини, зміст якої ми ніколи не дізнаємося, слід пам'ятати, що Альбер Камю видаляв уривки, іноді важливі, під час створення своїх творів, тому що сенс розвитку його оповіді змінювався, або тому що певний розвиток подій можна було виразити в більш стислій формі. У таких випадках він або вилучав відповідні сторінки, або маскував дефектні місця довгими лініями чорного чорнила. Такі уривки, якщо їх можна було розшифрувати, не були інтегровані в основний текст видання 1994 року, а були додані окремо в кінці тому, перед примітками.

## Зміст
У 1913 році Генрі Кормері приїхав з Алжиру, щоб очолити ферму в маленькому алжирському селі поблизу Боне. Його супроводжувала дружина, яка ось-ось мала народити. Коли вони приїхали, у неї народився син Жак.
Сорок років потому ми зустрічаємо Жака, вже дорослого, який намагається з'ясувати, ким був його батько. Його батько, який загинув на війні через рік після його народження, йому невідомий. Жак вперше відвідує могилу батька в Сен-Бріє.
Незабаром після цього, під час поїздки до Алжиру, де він відвідав свою матір, Катрін, він повернувся до Бона, щоб спробувати з'ясувати, ким був його батько. Ця спроба була приречена на невдачу, оскільки всі сліди його батька зникли. Мати, яка говорить дуже мало, більше нічого не вчить його.
Жак пам'ятає своє дитинство в будинку своєї бабусі, де Катрін живе після смерті чоловіка, зі своїм глухим братом і дядьком. Це неписьменна і дуже бідна сім'я.
Жак пішов до школи, де товаришував з дітьми більш заможних батьків і любив вчитися. Вчителька помітила його здібності і відвідала його родину, щоб переконати віддати його до ліцею. Бабуся спочатку відмовилася, оскільки розраховувала, що майбутня робота Жака підмайстром принесе додаткові гроші в сім'ю. Проте вчителю вдалося переконати її дозволити йому скласти іспит на отримання стипендії для вступу до ліцею. Він давав йому безкоштовні приватні уроки вечорами з деякими своїми друзями. Жака прийняли до ліцею.
Бабуся хотіла, щоб він прийняв своє перше причастя перед вступом до ліцею. Тому вона змусила його відвідувати уроки катехізису в прискореному темпі.
Закінчивши ліцей в Алжирі, він відкриває для себе новий всесвіт, розташований на іншому кінці міста в буржуазному районі, куди він щодня їздить трамваєм зі своїм другом П'єром.

## Мета
Книга мала на меті дослідити становище людини перед пам'яттю та позиціонувати її, коли родинне середовище є складним або особливим. У романі Камю розповідає про свого батька, якого він не знав і який загинув на самому початку Першої світової війни. Протягом усього роману він намагатиметься висловити свою любов до цього невидимого батька, водночас намагаючись знайти його сліди (Камю ходив на цвинтар, де похований його батько, на військову ділянку). Книга мала дослідити зв'язок чоловіка з його родиною, наприклад, Камю згадував свою матір та дядька. Вона також мала на меті розповісти про сім'ю в ширшому сенсі: дослідити зв'язки з двоюрідними братами і сестрами, можливо, з його першими предками, які прибули до Алжиру. Очікувалося, що книга нагадає про Війну за незалежність Алжиру 1954-1962 років і висвітлить його суперечливу позицію щодо цього питання. Але в опублікованій "Першій людині" позиція Камю не є чіткою; коротше кажучи, він лише закладає основи для роздумів, які планував розвинути у другій частині роману, що мала стати його продовженням.

## Український переклад
- Альбер Камю. Щаслива смерть. Перша людина. Пер. з фр.: О. Жупанський. Київ, «Юніверс», 2005. — 416 стор. ISBN 966-8118-30-8
- Альберт Камю. Перша людина. Пер. з фр.: О. Жупанський. Харків: Фоліо, 2021. — 256 стор. ISBN 978-966-03-9412-4